# Liste von Filmen mit Stop-Motion
Die Liste enthält die Filme zwischen 1922 und 2018, in denen Szenen mit Stop-Motion eingefügt wurden.

## Spielfilme (Auswahl)
- 1922: Hexen (Häxan)
- 1923: Drei Zeitalter (Three Ages)
- 1925: Die verlorene Welt (The Lost World)
- 1927: Metropolis
- 1933: King Kong und die weiße Frau (King Kong)
- 1933: King Kongs Sohn (The Son of Kong)
- 1934: Rache ist süß (Babes in Toyland)
- 1949: Alice im Wunderland (Alice au pays des merveilles)
- 1949: Panik um King Kong (Mighty Joe Young)
- 1950: Der Weihnachtswunsch (The Great Rupert)
- 1951: Lost Continent
- 1953: Panik in New York (The Beast from 20,000 Fathoms)
- 1955: Das Grauen aus der Tiefe (It Came from Beneath the Sea)
- 1955: Reise in die Urzeit (Cesta do praveku)
- 1956: Die Tierwelt ruft (The Animal World)
- 1956: Fliegende Untertassen greifen an (Earth vs. the Flying Saucers)
- 1956: Der Fluch vom Monte Bravo (The Beast of Hollow Mountain)
- 1957: Die Bestie aus dem Weltenraum (20 Million Miles to Earth)
- 1957: The Black Scorpion
- 1958: Die Erfindung des Verderbens (Vynález zkázy)
- 1958: Ungeheuer ohne Gesicht (Fiend Without a Face)
- 1958: Monster from Green Hell
- 1958: Sindbads siebente Reise (The 7th Voyage of Sinbad)
- 1958: Der kleine Däumling (Tom Thumb)
- 1959: Das Ungeheuer von Loch Ness (Behemoth the Sea Monster)
- 1961: Reptilicus
- 1961: Die geheimnisvolle Insel (Mysterious Island)
- 1961: Aufruhr im Spielzeugland (Babes in Toyland)
- 1960: Dinosaurus! (Dinosaurus!), auch Mördersaurier
- 1960: Die Rache des Herkules (La vendetta di Ercole)
- 1960: Herr der drei Welten (The 3 Worlds of Gulliver)
- 1962: Journey to the Seventh Planet
- 1962: Der Herrscher von Cornwall (Jack the Giant Killer)
- 1962: Die Wunderwelt der Gebrüder Grimm (The Wonderful World of the Brothers Grimm)
- 1963: Jason und die Argonauten (Jason and the Argonauts)
- 1964: Der mysteriöse Dr. Lao (7 Faces of Dr. Lao)
- 1964: Die erste Fahrt zum Mond (First Men in the Moon)
- 1964: Die Hofnarrenchronik (Bláznova kronika)
- 1966: The Daydreamer
- 1966: Eine Million Jahre vor unserer Zeit (One Million Years B.C.)
- 1967: Das gestohlene Luftschiff (Ukradená vzducholod)
- 1968: Die sechs Verdächtigen (The Power)
- 1969: Gwangis Rache (The Valley of Gwangi)
- 1970: Auf dem Kometen (Na komete)
- 1970: Harry und der Zauberring (Equinox)
- 1970: Als Dinosaurier die Erde beherrschten  (When Dinosaurs Ruled the Earth)
- 1973: Sindbads gefährliche Abenteuer (The Golden Voyage of Sinbad)
- 1974: Flesh Gordon (Flesh Gordon)
- 1977: The Crater Lake Monster
- 1977: Krieg der Sterne (Star Wars)
- 1977: Sindbad und das Auge des Tigers (Sinbad and the Eye of the Tiger)
- 1977: Planet der Monster (Planet of Dinosaurs)
- 1978: Laserkill – Todesstrahlen aus dem All (Laserblast)
- 1978: Piranhas (Piranha)
- 1980: Invasion aus dem All (The Day Time Ended)
- 1981: Das Tier (The Howling)
- 1981: Caveman – Der aus der Höhle kam (Caveman)
- 1981: Kampf der Titanen (Clash of the Titans)
- 1993: Nightmare Before Christmas (The Nightmare Before Christmas)
- 2005: Corpse Bride – Hochzeit mit einer Leiche (Tim Burton's Corpse Bride)
- 2009: Coraline (Coraline)
- 2009: Mary & Max (Mary & Max - oder schrumpfen schafe wenn es regnet)
- 2009: Der fantastische Mr. Fox (Fantastic Mr. Fox)
- 2012: Frankenweenie (Frankenweenie)
- 2012: ParaNorman (ParaNorman)
- 2014: Die Boxtrolls (The Boxtrolls)
- 2015: Queen Crab – Die Killerkrabbe (Queen Crab)
- 2016: Mein Leben als Zucchini (Ma vie de Courgette)
- 2018: Isle of Dogs – Ataris Reise (Isle of Dogs)